# Land Ranger 4x4
Land Ranger 4x4 Limited war ein britischer Hersteller von Automobilen.

## Unternehmensgeschichte
Alan William Beard und Mark Turley gründeten am 14. März 2006 das Unternehmen in Newent in der Grafschaft Gloucestershire. Sie begannen mit der Produktion von Automobilen und Kits. Der Markenname lautete Land Ranger. Am 26. Mai 2009 wurde das Unternehmen aufgelöst. Insgesamt entstanden etwa 15 Exemplare.

## Fahrzeuge
Im Angebot standen Geländewagen. Technisch basierten die Fahrzeuge auf dem Range Rover. Die offene Karosserie kam ohne Türen aus. Viele Fahrzeuge waren Pick-ups.